# Morkillia acuminata
Morkillia acuminata là một loài thực vật có hoa trong họ Zygophyllaceae. Loài này được Rose & Painter miêu tả khoa học đầu tiên năm 1907.